# 황 (성씨)
황(黃)씨는 한국, 중국, 베트남 등등의 성씨이다.

영문표기는 한국에서는 Hwang, 중국에서는 Huang, 베트남에서는 Hoàng 또는 Huỳnh으로 다양하게 표기한다.

한국 황씨의 인구수는 2015년 대한민국 통계청 인구조사에서 697,171명으로 조사되어 한국의 성씨 인구 16위였다.

## 황씨의 기원

### 중국 황씨 성의 기원
황제 헌원씨(黃帝軒轅氏)의 손자인 전욱고양씨(顓頊高陽氏)의 현손 혜련(惠连)이 요(堯) 임금 때 홍수를 다스는 공을 세워 삼호(参胡, 현재의 섬서성 분양시)를 상으로 받았는데, 요 임금이 삼호의 지명을 황국(黃國)로 바꾸고 혜련(惠連)에게 황운(黃雲)이라는 성과 이름을 하사한 것이 황씨의 기원이다.

### 한국 황씨 형성에 관한 전설
한국 황씨의 형성에 관해서는 여러 이야기가 존재한다. 그 중 조선 후기 정시술(丁時述)이 저술한 《동국만성보(東國萬姓譜)》에 따르면, 황락(黃洛)이 서기 28년(신라 유리이사금 5년)에 평해 구씨 시조인 구대림과 함께 사신으로 교지국(현 베트남)으로 가던 도중 풍랑을 만나 신라의 평해 월송리에 상륙했다고 한다.
황락의 첫째인 기성백(평해의 옛이름) 갑고, 둘째인 장수백 을고, 셋째인 창원백 병고가 각각 평해, 장수, 창원의 시조가 되었다는 전설이 있다. 

한국 황씨의 종문

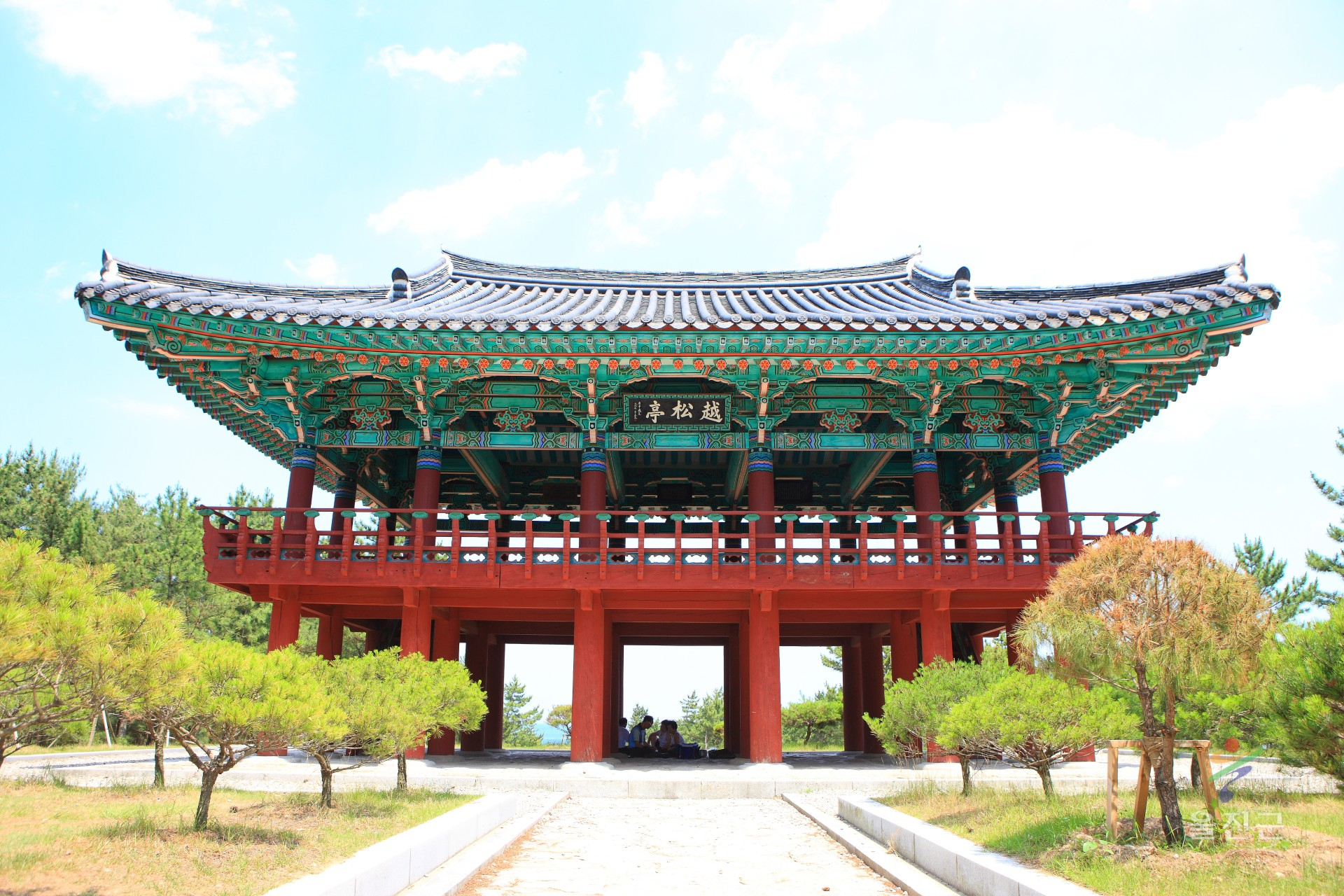
월송정

한반도에 최초로 도래한  대시조 황경수(黃景修)공
중국의 황성통보, 조주보, 학수보등에 기록된 한반도에 최초로 
도래한 분은  기원전 356년 황경수, 황경태, 황경덕 공이시다.
황경수공의 증손자  춘신군 황헐공이 기원전 314년에 한반도에서 출생하고  중국 초나라로 가서  수학을 한후  유명한 재상이 되었고, 색객이 3,000명이나 되었다.
춘신군 황헐공은  족보를 만들었고  이를 근거로  중국황씨 족보에 그 내용이 수록되어 있다.

## 한국 황씨의 본관
아래는 본관은 인구 수가 많은 순으로 정렬하였다.

## 창원 황씨
창원 황씨(昌原黃氏)는 한국에서 가장 인구가 많은 황씨이다. 원래는 의안군  정조호장 호장공파,의창 황씨(시중공파)와 회원 황씨(공희공파)로 나누어져 있었지만, 조선 태종 때 의창과 회원이 창원(= 의창 + 회원)으로 합쳐지면서 창원 황씨가 되었다.

### 창원 황씨 공희공파(恭僖公派)
- 황석기(黃石奇)는 창원 황씨 공희공파(恭僖公派)의 시조이다. 문하시랑평장사(門下侍郞平章事) 동중서문하평장사(同中書門下平章事)를 지냈고, 회산군(會山君)이다.[2]

### 창원 황씨 시중공파
- 황충준(黃忠俊)은 창원 황씨 시중공파의 시조이다. 시중을 지냈다.

### 창원 황씨 호장공파
호장공파는  기원전 4세기경에 건국된 골포국의 황씨의 후손이며 골포국은 서기 540년경에 신라에 의해 멸망하고 676년에 굴자군이 되었다. 757년에 굴자군에서 의안군으로 개칭되었다.  1160년경 의안군에서 출생하여  호족의 집안으로 성장하고  정조호장이 되신  黃亮冲 이 시조 이시다. 
1282년에 의안군은  의창현으로 되고 1408년 태종8년에 창원이 되었다.

### 창원 황씨 인구
2015년 인구는 271,986명이다.

## 장수 황씨
장수 황씨(長水黃氏)는 조선에서 가장 많은 재상을 배출한 황씨이다. 조선에서 영의정 2명과 통일신라에서 시중 1명을 배출하여 재상만 총 3명이다. 여기에다 조선에서 추증된 2명의 추증정승까지 인정해준다고 하면 재상만 총 5명이다.

### 장수 황씨의 인물들
- 1세조는 황경(黃瓊)으로 장수 황씨(長水黃氏) 시조이다. 신라 경순왕의 부마로 시중을 지냈다. 이후 계가 실전되어 9세에서 다시 이어진다.
- 9세조 황공유(黃公有)는 고려 명종 때 전중감(殿中監)을 지내다가 무신정변을 피해 전라도 남원으로 내려왔다. 이후 계가 실전되어 18세에서 이어진다.
- 18세조(1세조)는 황석부(黃石富)이다. 이전 계가 전해지지 않으므로 기세조가 되어 장수 황씨 1세조가 되었다. 사후, 조선에서 이조참의(吏曹參議)로 추증되었다.
- 2세조는 황균비(黃均庇)이다. 사후, 조선에서 숭정대부 의정부좌찬성으로 추증되었다.
- 3세조 황군서(黃君瑞)는 고려에서 자헌대부(資憲大夫) 판강릉대도호부사(判江陵大都護府使)를 지냈고, 조선의 명재상 황희(黃喜)의 아버지이다. 사후, 조선에서 대광보국숭록대부(大匡輔國崇祿大夫), 영의정부사(領議政府事)로 추증되었다. 영의정부사는 영의정의 이전 명칭이다.
- 4세조 황희(黃喜)는 조선에서 영의정 18년, 좌의정 5년, 우의정 1년으로 총 24년이나 정승을 하였고, 이전 맡았던 관직도 헤아릴 수 없이 많다.[3] 또한 세종의 배향공신이다.
- 5세조 황치신(黃致身)은 황희의 첫째 아들로 판중추부사(判中樞府事)에 이르렀다. 사후 우의정에 추증되었다.
- 5세조 황수신(黃守身)은 황희의 셋째 아들이다. 실질적으로 아버지를 이어 세종~단종까지 활발하게 관직생활을 하였다. 계유정난 이후, 세조가 즉위하고 좌익공신 3등관에 책록되었다. 명나라에 여러 번 사신으로 다녀와 보국숭록대부(輔國崇祿大夫) 남원부원군(南原府院君)에 이르렀다. 1467년 영의정에 올라 2대에 걸쳐 영의정이 되었다.

### 장수 황씨의 인구
2015년 인구는 170,988명이다.

## 평해 황씨
평해 황씨(平海黃氏)는 고려에서 삼중대광 1명, 문하시중 2명으로 재상을 3명 배출하였다. 또한 조선에서는 3명의 공신이 있었다. 그러나 공신 책봉 횟수로 따지면 협찬창조공신, 위화도회군공신, 개국원종공신, 조선개국공신 2등, 선무훈이등공신으로 총 5번이 책봉되었다. 덕분에 조선에서 5명이 정승으로 추증되었다.

### 평해 황씨의 인물들
- 1세조는 황온인(黃溫仁)으로 평해 황씨(平海黃氏)의 시조이고 고려에서, 금오위 대장군·태자검교를 지냈다.
- 3세조 황유중(黃裕中)과 4세조 황서(黃瑞)는 고려 최고 관직인 문하시중(門下侍中)을 지냈고, 4세조 황용(黃墉) 또한 고려 충선왕이 새로 만든 최고관직인 삼중대광(三重大匡)에 올랐다.
- 7세조 황천계(黃天繼)는 협찬창조공신, 8세조 황희석(黃希碩)은 위화도회군공신, 개국원종공신, 조선개국공신 2등에 책봉되었다. 덕분에 조선 개국 후에, 선조인 5세 황태백(고려 형조전서)은 우의정으로, 6세 황우(고려 병조전서)는 좌의정으로, 7세 황천록(고려 밀직부사, 판도판서)은 영의정으로 추증되었다. 또한 8세 황희석 자신도 우의정으로, 9세 아들 황상은 영의정으로 추증되었다.
- 14세조 황여일(黃汝一)은 선무훈이등공신(宣武勳二等功臣)으로 임진왜란 때 소실된 평해 황씨 족보를 재간행하여 평해황씨초간세보(平海黃氏草刊世譜)를 만들었다. 덕분에 1세조부터 거의 모든 선조들의 관직명과 배우자, 묘소의 위치가 아직까지 전해진다.

### 평해 황씨 인구
2015년 인구는 168,374명이다.

## 우주 황씨
우주 황씨(紆州黃氏) 시조 황민보(黃旻甫)는 우주에 토착한 사족의 후손으로 중윤(中尹)에 추증되었고, 그의 아들 황공세(黃公世)는 검교신호위대장을 역임한 후 우주에 세거하였다.  우주는 전라북도 완주군의 옛 지명이다. 10세손 황거중(黃居中)이 조선개국 원공공신으로 공조전서를 역임하였다. 황헌(黃憲)은 1548년(명종 3) 우의정에 올라 위사공신(衛社功臣) 3등에 책록되었다. 2015년 인구는 25,335명이다.

## 회덕 황씨
회덕 황씨(懷德黃氏) 시조 황윤보(黃允寶)는 고려 때 지문성부사를 거쳐 호부전서에 이르렀고 좌명공신으로 회천군에 봉해졌다. 시조 묘는 대전광역시에 있다. 4세손 황자후(黃子厚)가 자헌대부(資憲大夫)로 중추원사(中樞院使)에 이르렀고, 황자후의 아들 황유(黃裕)는 조선 태종의 서녀 숙안옹주(淑安翁主)의 부마로 회천위(懷川尉)에 올랐다. 2015년 인구는 8,385명이다.

## 경주 황씨
평해 황씨 충경공파에서 갈라져 나왔다. 
평해 황씨 충경공파 9세손인 황란(黃鸞)의 둘째 아들 10세 황득도(黃得道)에서, 다시 11세 황치형, 12세 황완, 13세인 어모장군(禦侮將軍) 충좌위부사(忠佐衛副司)인 황진운(黃進雲)의 둘째 아들로, 
조선 선조 때 학자 14세 황사청(黃士淸)이 시조이다. 임진왜란으로 경기도 양주시에 옮겨 살았고, 시조의 고향인 경주를 본관으로 삼아 세계를 이어오고 있다. 
2000년 인구는 2,643가구, 8,501명이다.

## 상주 황씨
상주 황씨(尙州黃氏)는 두 갈래가 있다. 2015년 인구는 7,685명이다.

### 고려(高麗) 상주국(上柱國) 황석주(黃石柱) 계열
대다수의 상주 황씨는 이쪽 계열이다.

- 시조 황석주(黃石柱)는 고려 때 상주국(上柱國), 시중(侍中)을 지냈다.
- 4세 황을구(黃乙具)가 소윤(少尹)을 지내고 상주(尙州)에 거주하기 시작하여 상주를 본관으로 하였다.
- 5세 황하신(黃河信)은 고려에서 종부시정(宗簿寺正)을 지냈다.
- 6세 황사간(黃士幹)은 6세 황하신의 아들로 적덕보조공신(積德輔祚功臣), 대광보국(大匡輔國), 숭록대부(崇祿大夫), 영의정(領議政), 상평부원군(商平府院君)에 이르렀다.
- 7세 황효원(黃孝元)은 6세 황사간의 아들로 상주황씨의 중시조이다. 추충좌익공신(推忠佐翼功臣), 순성좌리공신(純誠佐理功臣), 숭록대부(崇祿大夫), 의정부좌찬성(議政府左贊成), 판의금부사(判義禁府事), 세자좌빈객(世子左賓客), 상산군(商山君), 양평공(襄平公)에 이르렀다. 상산은 상주의 옛 지명이다.

### 평해황씨 충경공파에서 분관한 계열
시조는 황세명(黃世明)이다. 황세명(黃世明)의 아버지는 평해황씨 충경공파 12세인 통정대부(通政大夫) 호조참판(戶曹參判) 황심(黃諶)이다.

상주황씨 족보에는 황세명(黃世明)이 셋쌔아들로 나오고, 평해황씨 충경공파 족보에는 넷째아들로 나와있다.

## 덕산 황씨
덕산 황씨(德山黃氏) 시조 황언필(黃彦弼)이 고려조에 도첨의정승을 지내고 덕풍군에 봉해졌다고 한다. 상계가 실전되어 장흥고사를 지낸 황재(黃載)를 1세조로 한다. 2015년 인구는 3,857명이다.

## 제안 황씨
제안 황씨(齊安黃氏) 시조 황을구(黃乙耉)가 고려조에서 문과에 급제하여 소윤과 이조 참의를 역임한 후 제안군에 봉해졌다고 한다. 시조에 앞서 고려사에 척준경(拓俊京, ? ~ 1144년)의 처 황씨(黃氏)가 제안군대부인(齊安郡大夫人)이 되었다는 기록이 있다. 황해도 황주군을 관향으로 하는 황주 황씨(黃州 黃氏)와 같은 본관이다. 2015년 인구는 3,098명이다.

## 황주 황씨
황주 황씨(黃州 黃氏) 시조 황주량(黃周亮)이 1004년(고려 목종 7) 과거에 장원급제하여 시어사(侍御史)·어사중승(御史中丞)·호부상서 등을 거쳐 1034년(덕종 3) 정당문학(政堂文學)에 임명되고, 참지정사(參知政事)·문하시랑평장(門下侍郎平章事)를 역임하였다. 1043년(정종 9) 추충진절문덕광국공신(推忠盡節文德匡國功臣)으로 특진, 수태보 겸문하시중 판상서이부사에 올랐다. 한림원과 사관(史館)의 요직을 역임하며 세 차례나 지공거(知貢擧)를 맡기도 하였고, 『칠대실록(七代實錄)』을 편찬하였다. 사후 정종묘정(靖宗廟庭)에 배향되었으며, 시호는 경문(景文)이다. 2015년 인구는 552명이다.

## 항주 황씨
항주 황씨(杭州黃氏) 시조 황공(黃功)은 명(明)나라 항주(杭州) 출신으로서 기산 지휘사ㆍ중도유수 등을 지내고, 1645년(인조 23) 명나라가 망하자 심양에서 소현세자와 함께 조선에 귀화했다. 그후 후손들은 경기도(京畿道) 가평군 하면 마일리에 정착 세거하면서 선조의 출신인 항주를 본관으로 삼아 세계를 이어왔다. 2015년 인구는 156명이다.

## 인물
- 황주량
- 황희
- 황희석
- 황자후
- 황헌
- 황규봉
- 황교안
- 황민현
- 황상무
- 황상민
- 황석영
- 황선숙
- 황선홍
- 황순원
- 황영조
- 황우여
- 황윤성
- 황이건
- 황인성
- 황희찬
- 황인용
- 황유선
- 황장엽
- 황재근
- 황재규
- 황정리
- 데니스 황
- 티파니 영
- 황정오
- 황정음
- 황광희
- 황은비
- 황찬성
- 황찬현
- 황의조
- 황예지
- 황런쥔
- 황선우
- 황현진
- 황형
- 황준영

## 같이 보기
- 한국의 성씨와 이름
- 한국어